# Stepanivka, Vilșanka
Stepanivka (în ucraineană Степанівка) este un sat în comuna Kotovske din raionul Vilșanka, regiunea Kirovohrad, Ucraina.

## Demografie
Componența lingvistică a localității Stepanivka
     Ucraineană (80%)
     Rusă (1,67%)
Conform recensământului din 2001, majoritatea populației localității Stepanivka era vorbitoare de ucraineană (80%), existând în minoritate și vorbitori de armeană (15%) și rusă (1,67%).